# Россия (фестиваль)
Откры́тый фестива́ль документа́льного кино́ «Росси́я» (ОФДК «Росси́я») — ежегодный международный кинофестиваль, проходящий с 1988 года в Свердловске (позже — Екатеринбурге), в программу которого включаются документальные и научно-популярные фильмы. Сроки проведения: 1—5(6) октября.
 Фестиваль решает задачу сохранения единого кинематографического пространства на территории стран бывшего СССР.
Внеконкурсная программа включает ретроспективу фильмов известных мастеров неигрового кино. Директор фестиваля — Георгий Негашев.

## История кинофестиваля

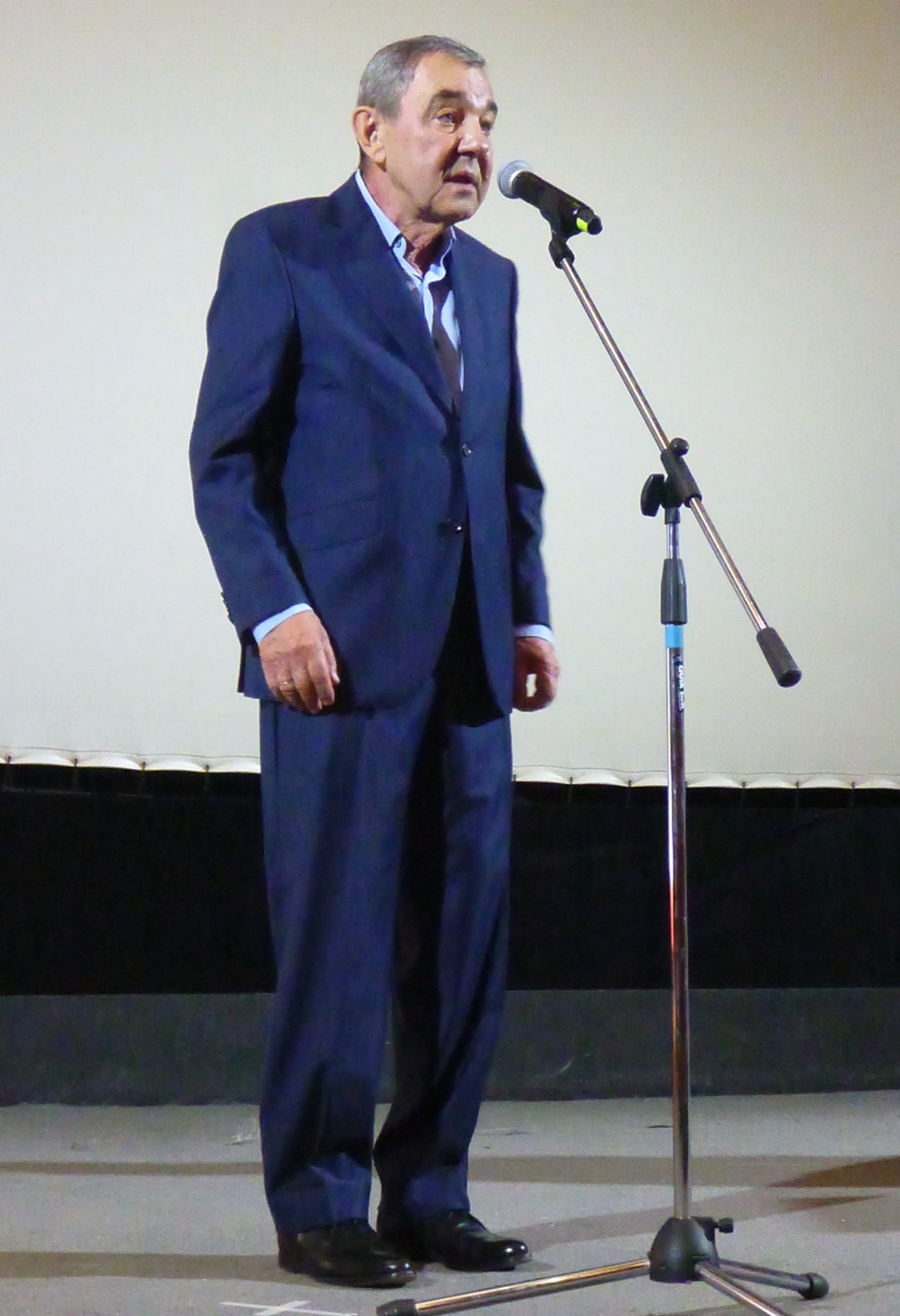
Генеральный директор «России» Георгий Негашев на открытии 33-го фестиваля «Россия», 1 октября 2022 года

Кинофестиваль первоначально был объявлен всесоюзным, и места его проведения пробовали менять, — собирали документалистов в Воронеже, но потом вернулись к Екатеринбургу. Со второго фестиваля, состоявшегося в 1991 году, получил современное имя — Открытый фестиваль документального кино «Россия».
Фестиваль позиционируется в статусе государственного, так как проводится на средства, выделяемые Федеральным агентством по культуре и кинематографии России. Его учредители: Союз кинематографистов Российской Федерации, Российский фонд культуры, Национальная академия кинематографических искусств и наук.
В рейтинге 76 отечественных и международных кинофестивалей, проводимых в России и на территории бывшего СССР, в 2009 году он занял третье место, уступив только «Кинотавру» и ММКФ. При этом в рейтинге оценивалась общественная и профессиональная значимость, организационный уровень проведения подобных мероприятий.

## Призы и награды
Главные призы
- Главный приз[1]

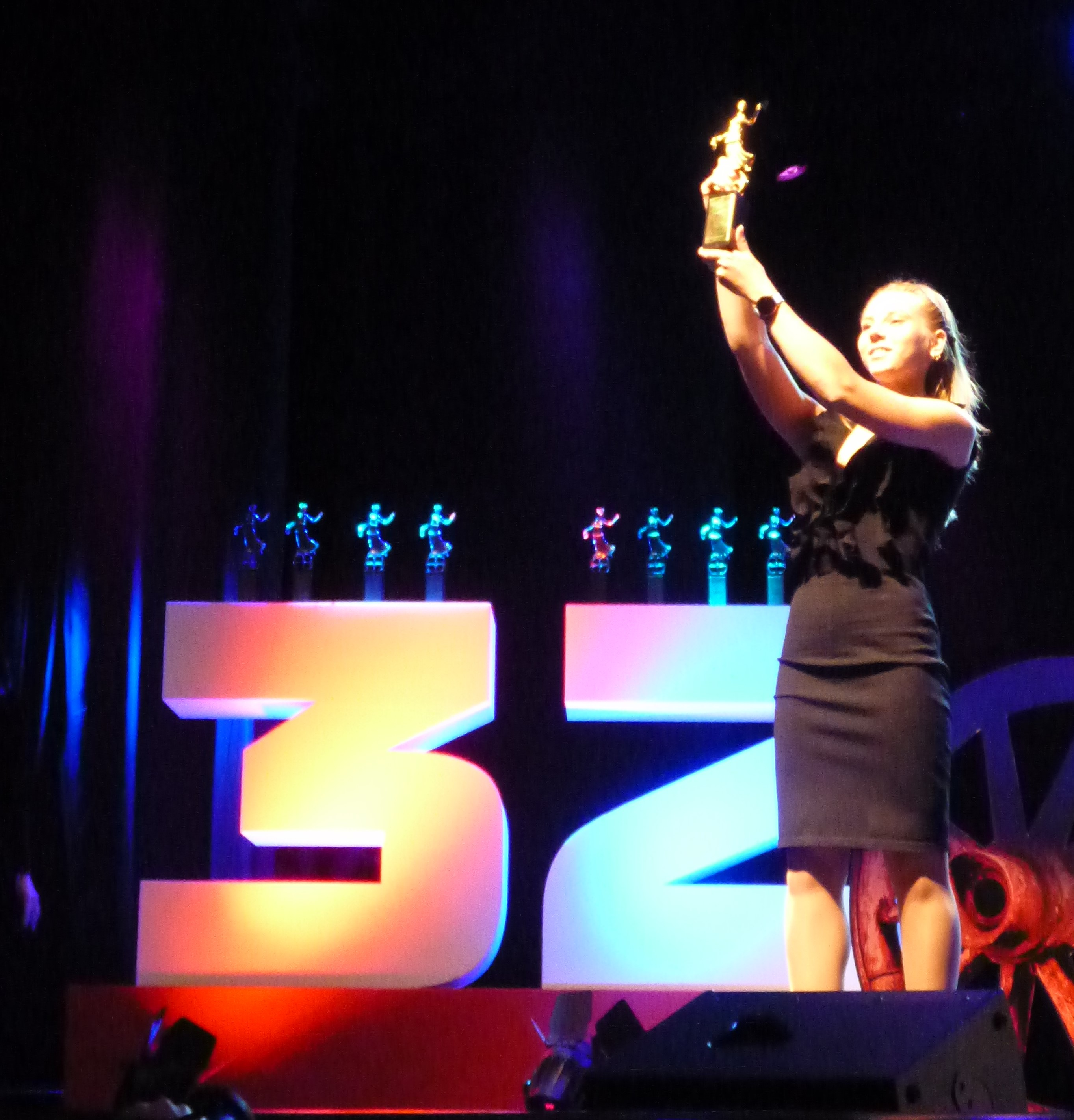
Вынос главного приза на церемонии открытия 32-го фестиваля «Россия». На заднем плане видны статуэтки других призов фестиваля. 15 октября 2021 года

- I и II призы за лучший полнометражный фильм (1988—1993)
- I и II призы за короткометражный фильм (1988—1993)
- Приз за лучший полнометражный фильм (1994—1995, 1998—2005)[1]
- Приз за лучший короткометражный фильм (1994—1995, 1998—2005)[1]
- Приз за лучший документальный фильм (1996, 1997)
- Приз за лучший научно-популярный фильм (1994—1997)
- Приз за лучший видеофильм (1994)
- Приз за лучший дебют (1994—2005)[1]
- Приз за операторское мастерство (1996—2005)[1]
- Приз зрительских симпатий
- Главный приз Ареопага критиков (1988, 1991)
- Приз Ареопага критиков (1994)
- Приз режиссёров-участников фестиваля (1992)
- Приз Гильдии кинооператоров Урала (1992—1995)
- I, II и III призы конкурса православных фильмов (1992 год)
- Приз «За творческий поиск в области научно-популярного кино» (1993)

Специальные призы
- Приз газеты «Уральский рабочий» «За гуманизм киноискусства» (1995, 1996, 1998—2005)
- Приз Российского государственного архива кинофотодокументов «За высокохудожественное отражение реальности на экране с использованием кинолетописи» (1999—2005)
- Приз им. Леонида Гуревича «За поиск оригинального драматургического решения в неигровом кинематографе» (2001—2005)
- Приз Полномочного Представителя Президента России в Уральском федеральном округе «За развитие патриотической темы» (2002—2005)
- Приз Аукционного дома Моби-Арт «Татьянин день» «За пристальность взгляда» (2000, 2002—2005)
- Специальный приз жюри «За высокохудожественное выражение болей и тревог в судьбах народа и общества» (1988)
- Специальный приз жюри «За трагическое киноповествование, предъявившее счёт нашей совести» (1988)
- Специальный приз жюри «За яркое воплощение лучших традиций свердловской школы кинопублицистики» (1988)
- Специальный приз Ареопага критиков «За создание документального портрета народа в час испытаний» (1988)
- Специальный приз Ареопага критиков «За мужество смеяться над силами торможения времён перестройки и гласности» (1988)
- Специальный приз Оргкомитета фестиваля «За непримиримость в отстаивании идей перестройки» (1988)
- Специальный приз «За творческий поиск в жанре документальной сатиры» (1991, 1993)
- Приз государственной телерадиокомпании «Останкино» «За любовь к зрителю» (1992)
- Специальный приз «Памяти ушедших Мастеров» (1992)
- Приз Екатеринбургского клуба неигрового кино (1992)
- Приз фирмы «Альба» «За освещение проблем меценатства в неигровом кино» (1992)
- Приз Свердловской областной Думы «За лучший фильм Свердловской киностудии» (1994)
- Приз памяти кинорежиссера Григория Денисенко «За удачное воплощение на экране темы Родины, чести и достоинства» (1996—2000)
- Приз Всероссийской государственной телерадиокомпании «За лучший телевизионный фильм» (1996, 1999)
- Приз Свердловской киностудии и Союза кинематографистов России «За выдающийся вклад в развитие неигрового кино» (1996)
- Приз Мастерских декоративно-прикладного искусства «Лик» «За тонкий анализ глубинных основ человеческой психики» (1996)
- Приз магазина «Кардинал» «За открытие новой страницы в истории отечественного кинематографа» (1996)
- Приз фирмы «Элеком» «За грустную историю о весёлом человеке» (1996)
- Приз фирмы «Гранат» «За самый другой фильм» (1996)
- Приз Продовольственной корпорации Урала «За вклад в развитие неигрового кино» (1996)
- Приз Свердловской киностудии «За высокое профессиональное мастерство» (1997—2002)
- Приз Федеральной службы телевидения и радиовещания РФ (1997)
- Приз Гильдии киноведов и кинокритиков «За фильм, поднимающий больше вопросов, чем мы в состоянии дать ответов» (1997)
- Приз Ареопага критиков «За самое объективное и артистичное изображение идиотизма советской жизни, который продолжается» (1997)
- Приз газеты «Уральский рабочий» «За фильм, внушающий надежду» (1997)
- Приз газеты «Понедельник» «За невероятную правду жизни» (1997)
- Приз журнала «Советский экран» «За творческое осмысление действительности» (1997)
- Приз банка «Северная казна» «За выдающийся вклад в российскую кинематографию» (1997)
- Приз Свердловской государственной телерадиокомпании «За фильм, утверждающий принципы гуманизма, социальные и нравственные ценности» (1998—2003)
- Специальный приз «За смелую попытку исследования роли великого писателя в судьбе России» (1998)
- Приз Гильдии режиссёров России им. Дзиги Вертова (1998)
- Приз «НТВ плюс» (1998)
- Приз «НТВ-кино» (1998)
- Приз Екатеринбургского отделения Союза художников России и киностудии «Аттракцион» (1998)
- Приз им. Александра Згуриди киностудии «Центрнаучфильм» (1999—2003)
- Приз компании «Уральские авиалинии» (1999)
- Приз Свердловского завода по обработке цветных металлов «За создание яркого народного характера» (1999)
- Приз телесети «Прометей-АСТ» (1999)
- Специальный приз «За открытие жанра русского сюрреализма в документальном кино» (2000)
- Приз Гильдии киноведов и кинокритиков (2000)
- Приз директора и художественного руководителя Екатеринбургского государственного цирка, народного артиста России Анатолия Марчевского «За высокое профессиональное мастерство» (2000)
- Приз Полномочного представителя Президента России в Уральском федеральном округе «За удачное воплощение на экране темы Родины, чести и достоинства» (2001)
- Приз Министерства культуры Свердловской области (2001)
- Приз Уральского отделения Союза кинематографистов России (2001)
- Приз кинокритиков (2001)
- Приз екатеринбургской «Областной газеты» (2001)
- Приз фирмы «Консалтинг» и Открытого аукциона «Татьянин день» «За пристальность взгляда» (2001)
- Специальный приз «За яркий, убедительный портрет сильных мира сего» (2002)
- Приз Союза кинематографистов России «За выразительный образ талантливого кинодокументалиста Сергея Скворцова» (2002)
- Приз Гильдии киноведов и кинокритиков «За талантливое экранное воплощение судьбы века и судьбы его летописцев» (2002)
- Приз Министерства культуры Свердловской области «За художественное воплощение темы одиночества» (2002)
- Приз Администрации Екатеринбурга «За неравнодушное отношение к проблеме „потерянного“ детства» (2002)
- Приз екатеринбургской газеты «На смену!» «За самый добрый фильм» (2002)
- Приз Ток-радио 107,6 FM «За лучшее воплощение интернациональной идеи» (2002)
- Приз кинотеатра «Колизей» (2002)
- Специальный приз «За преданность кинематографу, за смелость и самоотверженность в фильме-исповеди» (2003)
- Приз Гильдии киноведов и кинокритиков «За философскую притчу, рассказанную художественным языком документального кино» (2003)
- Приз Министерства культуры Свердловской области «За талантливый рассказ о талантливых людях» (2003)
- Приз ТК «ТВЦ-Екатеринбург» «За независимость и свободу в документальном кино» (2003)
- Приз отдела координации по профилактике и борьбе с наркоманией Администрации Екатеринбурга (2003)
- Специальный приз жюри «Еще раз про любовь. За глубокий интерес к необычным человеческим судьбам» (2004)
- Приз Общественного фонда поддержки неигрового кино им. Романа Кармена «За художественность в экранной публицистике» (2004, 2005)
- Приз кинокритиков «За беспощадный видеореализм, проникнутый терпимостью и состраданием» (2004)
- Специальный приз жюри «За лучшую драматургию» (2005)
- Приз кинокритиков «За создание психологического портрета последнего представителя Серебряного века русской культуры» (2005)
- Приз журнала «Кинопроцесс» «За живое отражение дружественного театрального процесса» (2005)
- Группа "Дети фестиваля", приз "Зацепило!" (2009)

Дипломы
- Приз и диплом Свердловского клуба неигрового кино «За глубокое раскрытие образа современника» (1988)
- Приз и диплом Свердловского завода по обработке цветных металлов (1988)
- Диплом «За операторское мастерство» (1991)
- Диплом «За поиск неординарных средств выражения в раскрытии творческой личности» (1991)
- Диплом «За яркий дебют» (1991)
- Диплом «За активную гражданскую позицию» (1991)
- Диплом Ареопага критиков «За поэтическое исследование мира человеческих отношений» (1993)
- Диплом Ареопага критиков «За правду киновзгляда» (1993)
- Диплом Союза кинематографистов России «За многолетний труд по эстетическому воспитанию детей, за творческую поддержку детских талантов, за оптимизм и бескорыстное служение кинематографу» (1994)
- Приз и диплом Союза кинематографистов России «За лучшую режиссуру» (1995)
- Диплом «За остроту постановки межнациональных проблем» (1997)
- Диплом «За остроту постановки социальной проблемы» (1997)
- Диплом «За поиск выразительных средств на киноэкране» (1997)
- Диплом «За верность теме, доброту и юмор» (1997)
- Диплом «За поэтический киноязык» (1997)
- Диплом «За неравнодушное отношение автора к проблемам обездоленных» (1997)
- Диплом «За художественное осмысление драмы малых народов» (1997)
- Диплом «За удачное музыкально-изобразительное решение» (1997)
- Диплом Союза кинематографистов России (1997, 2000)
- Диплом фестиваля «За программу фильмов, знаменующих становление башкирского кино» (1997)
- Диплом Союза кинематографистов России «За достижения в развитии киноязыка научно-популярного кинематографа» (1998)
- Памятная медаль Всероссийского государственного института кинематографии имени С. А. Герасимова «За фильм, утверждающий оптимизм, мужество и человеческое достоинство» (1998)
- Диплом Союза кинематографистов России «За исследование жизни родного края» (1999)
- Диплом Союза кинематографистов России «За создание психологического портрета времени» (1999)
- Специальное упоминание «За показ трагической двойственности человечьего и собачьего существования» (2000)
- Специальное упоминание «За эмоциональное воплощение идеи самопожертвования» (2000)
- Диплом Министерства культуры РФ (2000)
- Диплом Союза кинематографистов России «За яркий дебют» (2001)
- Диплом «За лирический рассказ о трудной жизни белорусской деревни» (2002)
- Диплом «За выбор героя» (2002)
- Диплом «За свежий взгляд» (2002)
- Диплом «За разработку темы противостояния любви и равнодушия человека к живой природе» (2002)
- Диплом «За точные наблюдения из жизни ребёнка в современном мире» (2002)
- Диплом «За оригинальность формы» (2002)
- Диплом «За пронзительный рассказ о цирковых артистах» (2002)
- Диплом фестиваля «За личный вклад в разработку спортивной темы на экране» (2002)
- Специальное упоминание «За разбуженную ностальгию от имени мальчиков и девочек 60-70-х годов» (2003)
- Диплом Союза кинематографистов России «За большую исследовательскую работу и драматургическое решение историко-публицистической темы» (2003)
- Диплом Департамента государственной поддержки кинематографии Министерства культуры РФ «За лучший документальный фильм» (2003)
- Диплом кинотеатра «Колизей» (2003)
- Диплом фестиваля «В связи с 40-летием Высших курсов сценаристов и режиссёров за вклад в воспитание творческих кадров неигрового кино» (2003)
- Специальный диплом «За веру в добро и в жизнь» (2004)
- Особое упоминание жюри «За весёлого героя» (2004)
- Особое упоминание жюри «Памяти кинодокументалиста Бориса Шунькова» (2004)

## Хроника кинофестиваля

### I Всесоюзный фестиваль неигрового кино, 1988
В конкурсной программе участвовало 70 фильмов, в информационном показе — 39 фильмов. В рамках ретроспективного показа зрители посмотрели фильмы Марины Голдовской.
Жюри: Андрей Нуйкин, председатель (Москва), Теймураз Золоев (Киев), Александр Иванкин (Москва), Абрам Клёцкин (Рига), Валентин Лукьянин (Свердловск), Александр Миронов (Москва).
Победители (главные номинации):
- Главный приз жюри — «Высший суд» (Рижская киностудия, реж. Герц Франк)
- I приз жюри за лучший полнометражный фильм — «Чёрный квадрат» (Центральная студия документальных фильмов, реж. И. Пастернак)
- I приз жюри за короткометражный фильм — «Конд» («Арменфильм», реж. А. Хачатрян)
- II приз жюри за лучший полнометражный фильм — «Старая трава» (студия «НовосибирскТелефильм», реж. Валерий Соломин)
- II приз жюри за короткометражный фильм — «В воскресенье рано…» («Укркинохроника», реж. М. Мамедов)
- Специальный приз жюри «За высокохудожественное выражение болей и тревог в судьбах народа и общества» — «Острова» («Арменфильм», реж. Р. Геворкянц)
- Специальный приз жюри «За трагическое киноповествование, предъявившее счёт нашей совести» — «Прикосновение» (ВГИК, реж. Альгис Арлаускас)
- Специальный приз жюри «За яркое воплощение лучших традиций свердловской школы кинопублицистики» — «Леший. Исповедь пожилого человека» (Свердловская киностудия, реж. Борис Кустов)[4].

### II Открытый фестиваль неигрового кино «Россия», 1991
В конкурсной программе участвовало 40 фильмов, в информационном показе — 25 фильмов. В рамках ретроспективного показа зрители посмотрели фильмы Бориса Галантера.
Жюри: Игорь Беляев, председатель (Москва), Сергей Буковский (Киев), Валерий Кичин (Москва), Валентин Лукьянин (Екатеринбург), Геннадий Лысяков (Хабаровск), Рейн Маран (Таллин), Валерий Соломин (Новосибирск), Ганс Йоахим Шлегель (Берлин).
Победители (главные номинации):
- Главный приз — «Повелитель мух» («Казахфильм», реж. Владимир Тюлькин)
- I приз за лучший полнометражный фильм — «Автопортрет в гробу, в кандалах и с саксофоном» (Ростовская студия кинохроники, реж. С. Стародубцев)
- I приз за короткометражный фильм — «Кто косит ночью» (Свердловская киностудия, реж. Г. Дегальцев)
- II приз за лучший полнометражный фильм — «Живы будем!..» («НовосибирскТелефильм», реж. Юрий Шиллер)
- II приз за короткометражный фильм — «Как нам даётся благодать…» (Красноярский филиал Свердловской киностудии, реж. С. Князев)
- Специальный приз «За творческий поиск в жанре документальной сатиры» — «Бенефис сантехника Смирнова, или Красный уголок» (студия «Сибирь-кино» и киностудия «Нева», реж. Георгий Негашев)
- Специальный приз «За творческий поиск в жанре документальной сатиры» — «Новые сведения о конце света» («Уралфильм», реж. Борис Кустов)[4].

### III Открытый фестиваль неигрового кино «Россия», 1992
В конкурсной программе участвовало 44 фильма, в информационном показе — 10 фильмов, в конкурсе фильмов православной тематики — 6 фильмов. В рамках ретроспективного показа зрители посмотрели фильмы Павла Когана.
Жюри: Павел Коган, председатель (Санкт-Петербург), Асия Байгожина (Алма-Ата), Владимир Дмитриев (Москва), Рейн Маран (Таллин), Борис Урицкий (Екатеринбург).
Победители (главные номинации):
- Главный приз — «Дорогая Галуша!» (Студия «А + О», реж. Аркадий Рудерман)
- I приз за лучший полнометражный фильм — «Мы были дымом» (Свердловская киностудия, реж. А. Балуев)
- I приз за короткометражный фильм — Двое («Киевнаучфильм», реж. Андрей Загданский)
- II приз за лучший полнометражный фильм — «Русское счастье» (Студия «АДК», реж. Юрий Хащеватский)
- II приз за короткометражный фильм — «Житьё-бытьё» (Свердловский телерадиокомитет, реж. И. Иванов)
- Специальный приз «Памяти ушедших Мастеров» — «Знак тире» (кинокомпания «Давини-фильм» и «Укркинохроника», реж. С. Буковский)
- Специальный приз — «Проводы, или Зелёная палочка» («Центрнаучфильм», реж. Е. Потиевский)[4].

### IV Открытый фестиваль неигрового кино «Россия», 1993
В конкурсной программе участвовало 50 фильмов, в информационном показе — 17 фильмов.
Жюри: Генрих Иваницкий, председатель (Москва), Виктория Бондарь (Киев), Дмитрий Луньков (Саратов), Рейо Никкиля (Хельсинки), Борис Шапиро (Екатеринбург).
Победители (главные номинации):
- Главный приз — «Таинство брака» (Свердловская киностудия, реж. Сергей Мирошниченко)
- I приз за лучший полнометражный фильм — «Баттерфляй» (Российское телевидение и Студия документальных фильмов Санкт-Петербурга, реж. Алексей Учитель)
- I приз за лучший короткометражный фильм — «Искра Божья» (Западно-Сибирская киностудия, реж. Юрий Шиллер)
- II приз за лучший полнометражный фильм — «Боже, освети нас лицем Твоим…» (Студия документальных фильмов Санкт-Петербурга, реж. В. Дьяконов)
- II приз за лучший короткометражный фильм — «1244… 1245… 1246…» (Студия «Ателье-Фильм-Александр», реж. А. Гутман)
- Специальный приз — «Марш живых» (Киностудия «Контакт», реж. Александр Роднянский)
- Специальный приз «За творческий поиск в жанре документальной сатиры» — «Союз Советских Социалистических Рекордофф» («Уралфильм», реж. Б. Кустов)[4].

### V Открытый фестиваль неигрового кино «Россия», 1994
В конкурсной программе участвовало 48 фильмов, в информационном показе — 10 фильмов.
Жюри: Сергей Мирошниченко, председатель (Екатеринбург), Людмила Донец (Москва), Генрих Иваницкий (Москва), Анатолий Лысенко (Москва), Алексей Симонов (Москва), Владимир Тюлькин (Алматы), Борис Урицкий (Екатеринбург).
Победители (главные номинации):
- Главный приз — «Конец» (ф. 1), «Жизнь» (ф. 2) («Арменфильм», студия «Айк» и компания «Этта», реж. Артур Пелешян)
- Приз за лучший полнометражный фильм — «Вечерний звон» («НовосибирскТелефильм», реж. Юрий Шиллер)
- Приз за лучший короткометражный фильм поделили: "Образ неувядаемого времени, или «Не хочешь — не езди!» (Студия «Сибирь-кино», реж. Валерий Соломин) и «Один день» («Укркинохроника», реж. М. Мамедов)
- Приз за лучший научно-популярный фильм — «Восковые персоны» («Лентелефильм», реж. Л. Волков)
- Приз за лучший видеофильм — «Прощай, Иерусалим Литовский!» (студия «Копа» и компания «ХСЛ-Видеопродукцион», реж. С. Бержинис)
- Приз за лучший дебют — Робин Хессман («Портрет мальчика с собакой», (ВГИК)[4].

### VI Открытый фестиваль неигрового кино «Россия», 1995
В конкурсной программе участвовало 39 фильмов. В рамках информационной программы были показаны фильмы Александра Сокурова.
Жюри: Юрий Климов, председатель (Санкт-Петербург), Анатолий Балуев (Екатеринбург), Анатолий Лысенко (Москва), Сергей Мирошниченко (Екатеринбург), Алексей Симонов (Москва), Юрий Шиллер (Новосибирск).
Победители (главные номинации):
- Главный приз присуждён не был
- I приз:

 — «История Тюрина, художника и жертвы» («Новый курс», реж. Павел Печёнкин)
 — «Полёт на Марс» («Сибирь-кино», реж. Валерий Соломин)
 — «Пленники Терпсихоры» («Гранат-фильм», реж. Е. Резников)
- Приз за лучший научно-популярный фильм — «Реквием. Вадим Сидур» (Всероссийская государственная телерадиокомпания, реж. И. Калядин)
- Приз за лучший дебют — Сергей Дворцевой («Счастье», Высшие курсы сценаристов и режиссёров)[5].

### VII Открытый фестиваль неигрового кино «Россия», 1996
В конкурсной программе участвовало 45 фильмов. В рамках информационной программы были показаны дипломные работы ВГИКа.
Жюри: Владимир Тюлькин, председатель (Алматы), Константин Богомолов (Екатеринбург), Андрей Герасимов (Москва), Сергей Дворцевой (Москва), Юрий Климов (Санкт-Петербург), Георгий Негашев (Екатеринбург), Алексей Ханютин (Москва).
Победители (главные номинации):
- Главный приз — «Лёшкин луг» («Вятка-телефильм», реж. Алексей Погребной)
- Приз за лучший документальный фильм — «Провинциалки» (киновидеостудия «Риск», реж. Т. Божич и Ф. Мюллер)
- Приз за лучший научно-популярный фильм — «Русская идея» (кинокомпания «СТВ» и «СКИП-фильм», реж. Сергей Сельянов)
- Приз за операторское мастерство — А. Антонов («Россия. Опыт молчания», киновидеостудия «Человек и время»)[5].

### VIII Открытый фестиваль неигрового кино «Россия», 1997
В конкурсной программе участвовало 46 фильмов. В рамках информационной программы «Друзья, коллеги, юбилеи…» были показаны фильмы киностудии «Башкортостан», Дальневосточной студии кинохроники, Ростовской киностудии, а также представлен ретроспективный показ работ Санкт-Петербургской студии документальных фильмов.
Жюри: Анатолий Балуев, сопредседатель (Екатеринбург), Виктор Лисакович, сопредседатель (Москва), Саулюс Бержинис (Вильнюс), Владимир Коновалов (Москва), Николай Обухович (Санкт-Петербург), Лев Рошаль (Москва), Елена Саканян (Москва).
Победители (главные номинации):
- Главный приз — «Голоса» (киновидеостудия «Риск», реж. Андрей Осипов)
- Приз за лучший документальный фильм — «Венера с котом» (Литовское телевидение, реж. Янина Лапинскайте)
- Приз за лучший научно-популярный фильм — «Плен Дракона» («Школа-Студия документального кино», реж. Геннадий Городний)
- Приз за операторское мастерство — Сергей Мокрицкий («Модель действия», Арт-лаборатория «Доминанта»)
- Приз за лучший дебют — Александр Расторгуев («До свидания, мальчики», «Дон-телефильм»)[5].

### IX Открытый фестиваль неигрового кино «Россия», 1998
В конкурсной программе участвовало 46 фильмов. В рамках информационной программы показаны фильмы снятые студентами ВГИКа в США («12 Колумбов»), кино Финляндии, фильмы Рината Юзаева (Государственная телерадиокомпания «Татарстан»), фильмы Башкортостана. Программа «Друзья, коллеги, юбилеи…» включала фильмы «Есть такие поводы» (реж. Михаил Литвяков), «Три трейлера» (реж. Валерий Соломин) и «Московский ноктюрн» (реж. Геннадий Городний).
Жюри: Валентин Лукьянин, председатель (Екатеринбург), Владимир Герчиков (Воронеж), Борис Головня (Москва), Вадим Грунин (Москва), Людмила Донец (Москва), Андрей Осипов (Москва).
Победители (главные номинации):
- Главный приз — «Прокляты и забыты» (кинокомпания «Ровитич», реж. Сергей Говорухин и И. Ванеева)
- Приз за лучший полнометражный фильм — «Хлебный день» (Производство С. Дворцевого, реж. Сергей Дворцевой)
- Приз за лучший короткометражный фильм — «Павел и Ляля. Иерусалимский романс» (Санкт-Петербургская студия документальных фильмов, реж. Виктор Косаковский)
- Приз за операторское мастерство — А. Приедитис («Небесный остров», студия «Форма»)
- Приз за лучший дебют — Дмитрий Кабаков («Одна», (ВГИК)
- Специальный приз «За смелую попытку исследования роли великого писателя в судьбе России» — «Избранник» (студия «КоД-фильм+», реж. О. Фокина)[5].

### X Открытый фестиваль неигрового кино «Россия», 1999
В конкурсной программе участвовало 55 фильмов. В рамках информационной программы показаны фильмы из Госфильмофонда, из собрания Российского государственного архива кинофотодокументов, альманах «ВГИК — открытые двери» и фильмы-призёры фестиваля «Россия» (1988—1999).
Жюри: Владимир Краснопольский, председатель (Москва), Игорь Беляев (Москва), Генрих Иваницкий (Москва), Виктор Лисакович (Москва), Валентин Лукьянин (Екатеринбург), Сергей Мирошниченко (Москва), Владимир Тюлькин (Алматы).
Победители (главные номинации):
- Главный приз — «Пассажир поезда № 12. Воспоминания о Льве Толстом» (Киностудия имени М. Горького, реж. Марк Осепьян и В. Македонский)
- Приз за лучший полнометражный фильм — «Трасса» (Кинокомпания «DUNE Production», реж. Сергей Дворцевой)
- Приз за лучший короткометражный фильм — «Три трейлера» (Студия «Кино-Сибирь», реж. Валерий Соломин)
- Приз за операторское мастерство — Владимир Башта («Жизнь. Осень», видеокомпания «POP TUTU Film»)
- Приз за лучший дебют — С. Зонова («Красота. Доброта. Любота», ВГИК)
- Специальный приз — Оскар Никич (идея телевизионного цикла «Сокровенные люди»)[6].

### XI Открытый фестиваль неигрового кино «Россия», 2000
В конкурсной программе участвовало 48 фильмов.
Жюри: Элем Климов, председатель (Москва), Владимир Макеранец (Екатеринбург), Виктор Матизен (Москва), Виктор Семенюк (Санкт-Петербург), Елена Стишова (Москва), Валерий Фомин (Москва).
Победители (главные номинации):
- Главный приз — «Быкобой» (Свердловская государственная телерадиокомпания, реж. А. Балуев)
- Приз за лучший полнометражный фильм — «Новые времена на улице Поперечной» (Европейский Симпозиум документальных фильмов, реж. И. Селецкис)
- Приз за лучший короткометражный фильм — «Полустанок» (РТР и студия «Окно», реж. Сергей Лозница)
- Приз за операторское мастерство — Б. Лизнев («Неоставленные», «Видеостудия Спасского Братства»)
- Приз за лучший дебют — Марина Чувайлова («Моя прекрасная леди», «Студия 1»)
- Специальный приз «За открытие жанра русского сюрреализма в документальном кино» — «Побег слонов из России» (студия «КЛИО», реж. С. Быченко)[6].

### XII Открытый фестиваль неигрового кино «Россия», 2001
В конкурсной программе участвовало 39 фильмов.
Жюри: Валентин Черных, председатель (Москва), Виктория Белопольская (Москва), Евгений Корзун (Иркутск), Павел Печенкин (Пермь), Сергей Сидельников (Екатеринбург).
Победители (главные номинации):
- Главный приз — «Северный ветер (Семейные хроники – 2)» (Продюсерское управление Свердловской киностудии, реж. В. Ярмошенко)
- Приз за лучший полнометражный фильм — «Черноморский десант» (Государственная телекомпания «Культура», реж. И. Алимпиев)
- Приз за лучший короткометражный фильм — «На караул!..» (Продюсерское управление Свердловской киностудии, реж. А. Морозов)
- Приз за операторское мастерство — Г. Морозов («Остров», студия «М-фильм»)
- Приз за лучший дебют — Е. Григорьев («Лёха online», Творческое объединение «Первое кино»)
- Специальный приз — «Естественный отбор» (киностудия «Остров», реж. А. Железняков)[6].

### XIII Открытый фестиваль неигрового кино «Россия», 2002
В конкурсной программе участвовало 40 фильмов. Вне конкурса зрителям показали «Олимпию» Лени Рифеншталь, снятую в 1936 году. Также показали работы начинающих режиссёров – студентов ВГИКа.
Жюри: Глеб Панфилов, председатель (Москва ), Николай Коляда (Екатеринбург), Дмитрий Луньков (Саратов), Александр Пантыкин (Екатеринбург), Ирина Шилова (Москва).
Победители (главные номинации):
- Главный приз — «Мамочки» (студия «Вертов и К», реж. Александр Расторгуев)
- Приз за лучший полнометражный фильм — «Одинокий рай» (Краснодарская киностудия им. Н. Минервина, реж. В. Тимощенко)
- Приз за лучший короткометражный фильм — «Любовь небесная» (Национальная Кинематека Украины, реж. Ю. Терещенко)
- Приз за операторское мастерство — А. Солодов («Отпуск в ноябре», Санкт-Петербургская студия документальных фильмов)
- Приз за лучший дебют — А. Романов («Горланова, или Дом со всеми неудобствами», киностудия «Новый курс»)
- Специальный приз «За яркий, убедительный портрет сильных мира сего» — «История одной зависти» (Центр «СКИП-Медиа», реж. В. Мустафаев)[8].

### XIV Открытый фестиваль неигрового кино «Россия», 2003
В конкурсной программе участвовало 41 фильм.
Жюри:  Владилен Арсеньев, председатель (Москва), Александр Власов (Москва), Андрей Смирнов (Москва), Евгений Соломин (Новосибирск), Алевтина Чинарова (Москва).
Победители (главные номинации):
- Главный приз — «Тише!» («Киностудия Косаковского», реж. Виктор Косаковский)
- Приз за лучший полнометражный фильм — «Фрески» (студия «Ателье-Фильм-Александр», реж. А. Гутман)
- Приз за лучший короткометражный фильм — «Колесо» («Беларусьфильм», реж. В. Аслюк)
- Приз за операторское мастерство — В. Петухов («В зоне любви», Второе продюсерское управление Свердловской киностудии)
- Приз за лучший дебют — Павел Костомаров и Антуан Каттин («Трансформатор», компания «КИНОКО»)
- Специальный приз «За преданность кинематографу, за смелость и самоотверженность в фильме-исповеди» — Герц Франк («Flashback», компания «EFEF» и студия «Kaupo-filma», Рига)[8].

### XV Открытый фестиваль неигрового кино «Россия», 2004
В конкурсной программе участвовало 40 фильмов.
Жюри: Владислав Виноградов, председатель (Санкт-Петербург), Анатолий Марчевский (Екатеринбург), Александр Обертынский (Ростов-на-Дону), Вера Сторожева (Москва), Сергей Урсуляк (Москва).
Победители (главные номинации):
- Главный приз — «Мирная жизнь» (Компания «KINOKO», реж. Павел Костомаров и Антуан Каттин)
- Приз за лучший полнометражный фильм — «Рыбак и танцовщица» (студия «Кино-Сибирь», реж. Валерий Соломин)
- Приз за лучший короткометражный фильм — «Свадьба тишины» (Студия документальных фильмов Санкт-Петербурга, реж. П. Медведев)
- Приз за операторское мастерство — Николай Волков («Одя», Санкт-Петербургская студия документальных фильмов)
- Приз за лучший дебют — С. Литовец («Диалоги в электричке», Казанская студия кинохроники)
- Специальный приз жюри «Ещё раз про любовь. За глубокий интерес к необычным человеческим судьбам» — «Гулять по воде» (студия «Фишка-фильм», реж. И. Васильева)[8].

### XVI Открытый фестиваль неигрового кино «Россия», 2005
Церемонии Открытия и Закрытия фестиваля состоялась в мультиплексе «Салют», работа фестиваля проходила в Доме кино, в ней принимал участие Генеральный секретарь Европейской Координации фестивалей Робин Маллик. В конкурсной программе участвовало 38 фильмов. В информационную программу были включены фильмы ЦСДФ.
Жюри: Одельша Агишев, председатель (Москва), Павел Медведев (Санкт-Петербург), Кирилл Разлогов (Москва), Алексей Федорченко (Екатеринбург), Сергей Юриздицкий (Санкт-Петербург).
Победители (главные номинации):
- Главный приз — «Опасно свободный человек» (Национальная Кинематека Украины, реж. Р. Ширман)
- Приз за лучший полнометражный фильм — «СССР-Россия-транзит» (Кинокомпания «СНЕГА», реж. А. Титов)
- Приз за лучший короткометражный фильм — «Чернобыль-2» (Высшие курсы сценаристов и режиссёров, реж. О. Смакова)
- Приз за операторское мастерство — Саргис Харазян («Под открытым небом», студия «Фишка-фильм»)
- Приз за лучший дебют — М. Добровольская («Мироносицы», киновидеостудия «Отечество»)
- Специальный приз жюри «За лучшую драматургию» — Лев Рошаль (соавт. сц. фильма «Все дети рождаются зрячими», студия «Аталанта», Москва)[9].

### XVII Открытый фестиваль документального кино «Россия», 2006
В конкурсной программе участвовало 37 фильмов.
Жюри: Александр Митта, председатель (Москва), Наталия Гугуева (Москва), Лев Кощеев (Екатеринбург), Ирина Уральская (Москва), Владимир Эйснер (Новосибирск).
Победители (главные номинации):
- Главный приз — «Александр Аскольдов. Судьба комиссара» (группа компаний «Согласие», реж. Валерий Балаян)
- Приз за лучший полнометражный фильм — «Блокада» (Санкт-Петербургская студия документальных фильмов, реж. Сергей Лозница)
- Приз за лучший короткометражный фильм — «Лиза» (Кинокомпания «СНЕГА», реж. Павел Фаттахутдинов)
- Приз за операторское мастерство — Александр Филиппов («Яптик — хэсе», Санкт-Петербургская студия документальных фильмов)[9].

### XVIII Открытый фестиваль документального кино «Россия», 2007
В конкурсной программе участвовало 34 фильмов. В рамках информационной программы зрители увидели ретроспективы Валерия Балаяна и Владимира Кобрина.
Жюри: Юрий Клепиков, председатель (Санкт-Петербург), Валерий Балаян (Москва), Мурат Мамедов (Киев), Татьяна Мерзлякова (Екатеринбург), Ирина Петровская, (Москва).
Победители (главные номинации):
- Главный приз — «Мать» (кинокомпания «Параллакс-видео» (Москва), «Les Films Hors-Champ» (Швейцария), «Les Films d'Ici» (Франция), реж. Павел Костомаров и Антуан Каттин)
- Приз за лучший полнометражный фильм — «Ребро. Портрет жены художника на фоне эпохи» (студия «Ракурс», реж. В. Залотуха, Г. Леонтьева)
- Приз за лучший короткометражный фильм — «Андрей Битов. Писатель в полуписьменном мире» (кинокомпания «СВС», реж. С. Головецкий)
- Приз за операторское мастерство — Николай Карпов («Угольная пыль», ВГИК и студия «Остров», реж. М. Миро)
- Приз за лучший дебют — С. Фёдорова («Не страшно», студия «СевЗапКино»)
- Специальный приз «За создание масштабного портрета поколения на фоне времени» — «Рождённые в СССР. 21 год» (студия «Остров», реж. Сергей Мирошниченко)[9].

### XIX Открытый фестиваль документального кино «Россия», 2008
В конкурсной программе участвовало 35 фильмов. В рамках специальной программы зрители увидели фильмы стран-членов ШОС.
Жюри: Вячеслав Тельнов, председатель (Санкт-Петербург), Лилия Вьюгина (Москва), Александр Гордон (Москва), Кристоф Постик (Франция), Валерий Соломин (Новосибирск).
Победители (главные номинации):
- Главный приз — не был присуждён
- Приз за лучший полнометражный фильм — «Представление» (Санкт-Петербургская студия документальных фильмов, «Deckert Distribution GmbH» (Лейпциг), реж. Сергей Лозница)
- Приз за лучший короткометражный фильм — «Незримое» (Производство П. Медведева (Санкт-Петербург), реж. П. Медведев)
- Приз за операторское мастерство — Никита Хохлов («Добро пожаловать в Энурмино!», телекомпания «Этно Онлайн», реж. Алексей Вахрушев)
- Приз за лучший дебют — Т. Решетникова («Прыжок», ВГИК)
- Специальный приз «За создание поэтической летописи уходящего уклада жизни» — «Добро пожаловать в Энурмино!» (телекомпания «Этно Онлайн», реж. Алексей Вахрушев)[11].

### XX Открытый фестиваль документального кино «Россия», 2009
В конкурсной программе участвовало 35 фильмов.
Жюри: Сергей Дворцевой, председатель (Москва), Вадим Алисов (Москва), Валерий Кичин (Москва), Зоя Кошелева (Москва), Сергей Лозница (Берлин).
Победители (главные номинации):
- Главный приз — «Глубинка 35х45» (АНО «Кино-Сибирь», реж. Евгений Соломин)
- Приз за лучший полнометражный фильм — решено не присуждать
- Приз за лучший короткометражный фильм — «Занавес» (студия «А-фильм», реж. и авт. сценария Владимир Головнёв)
- Приз за операторское мастерство — Ирина Шаталова («Безработные», киностудия «Альбатрос»)
- Лучший дебют — Алина Акоефф («Письма из будущего», студия «Три Эф»)
- Специальный приз «За лаконичное и ёмкое раскрытие темы» — «Светлый путь» (кинокомпания «Ур-Ал», реж. Владислав Тарик)[11].

### XXI Открытый фестиваль документального кино «Россия», 2010
В конкурсной программе участвовало 28 фильмов. Торжественное открытие проходило в мультиплексе «Салют». В заключение торжественной церемонии и в продолжение рубрики «Документалисты в игровом» состоялся показ художественного фильма российского документалиста Юрия Шиллера «Воробей».
Жюри: Сергей Овчаров, председатель (Санкт-Петербург), Алевтина Николаева-Чинарова (Москва), Виктор Аслюк (Минск), Николай Волков (Санкт-Петербург), Олег Богаев (Екатеринбург).
Победители (главные номинации):
- Главный приз — решено не присуждать
- Приз за лучший полнометражный фильм — «Последний канатоходец Армении» (студия «Барс Медиа», реж. Арман Ерицян, Инна Саакян)
- Приз за лучший короткометражный фильм — «Ангара» (кинокомпания «СНЕГА», реж. Павел Фаттахутдинов)
- Приз за операторское мастерство — Юрий Ермолин и Юрий Кокошкин («Сумерки богов», студия «Остров», реж. Сергей Мирошниченко)
- Лучший дебют — Анна Шишова («Тихий океан», ВГИК)
- Специальный приз жюри «За высокий профессионализм» — «Сумерки богов» (студия «Остров», реж. Сергей Мирошниченко)[14].

### XXII Открытый фестиваль документального кино «Россия», 2011
В конкурсной программе участвовало 29 фильмов.
Жюри: Сергей Лазарук, председатель (Москва), Виктор Васильев (Минск), Арман Ерицян (Ереван), Янина Лапинскайте (Вильнюс), Александр Кердан (Екатеринбург).
Победители (главные номинации):
- Главный приз — «Инокиня» (Студия во имя святого исповедника Иоанна-воина, реж. Галина Адамович)
- Приз за лучший полнометражный фильм — «Книга тундры. Повесть о Вуквукае — Маленьком камне» («Высокие широты», реж. Алексей Вахрушев)
- Приз за лучший короткометражный фильм — «Внутри квадратного круга» (студия «Вертов. Реальное кино», реж. Валерий Шевченко )
- Приз за операторское мастерство — Саргис Харазян («Между» и «Семейная комедия», студия «Фишка-фильм»)
- Лучший дебют — Асель Жураева («Колыбель для счастья», студия «Тазар»)
- Специальный приз жюри — «Я забуду этот день» (Санкт-Петербургская студия документальных фильмов), реж. Алина Рудницкая)[17].

### XXIII Открытый фестиваль документального кино «Россия», 2012
В конкурсной программе участвовало 29 фильмов.
Жюри: Сергей Пускепалис, председатель (Москва), Дмитрий Бугров (Екатеринбург), Владимир Гостюхин (Минск), Галина Прожико (Москва), Иван Твердовский (Москва).
Победители (главные номинации):
- Главный приз — «Да здравствуют антиподы!» («Ma.Ja.De», Лейпциг; «СТС», реж. Виктор Косаковский)
- Приз за лучший полнометражный фильм — «Валенки» («КиноАртель», реж. Елена Ласкари)
- Приз за лучший короткометражный фильм — «Деревянный народ» («Беларусьфильм», реж. Виктор Аслюк)
- Приз за операторское мастерство — Екатерина Дубровская, Владимир Корзинкин, Светлана Быченко («Кукушкин сад», кинофабрика «СЛОНиКо»)
- Лучший дебют — Светлана Сигалаева («The Road to Hell», ВГИК)
- Специальный приз жюри «За праздник жизни на экране» — «Праздник» (Исследовательский центр «Культура народов Сибири», реж. Юрий Шиллер)[20].

### XXIV Открытый фестиваль документального кино «Россия», 2013
В конкурсной программе участвовал 31 фильм.
Жюри: Владимир Меньшов, председатель (Москва), Лилиана Малькова (Москва), Шухрат Махмудов (Ташкент), Александра Стреляная (Санкт-Петербург), Владимир Шахрин (Екатеринбург).
Победители (главные номинации):
- Главный приз — «Кто такой этот Кустурица?» (студия «Встреча», реж. Наталия Гугуева)
- Приз за лучший полнометражный фильм — «Мы не подписывали договора в Версале» («Совинфильм», реж. Виктор Лисакович)
- Приз за лучший короткометражный фильм — «Тепло» (Белорусский видеоцентр, реж. Виктор Аслюк)
- Приз за операторское мастерство — Кристина Серейкайте («Дзукийский бык», студия «Monoklis»)
- Лучший дебют — Анна Рубцова («Контактёры», ВКСР)
- Специальный приз жюри «За умение остановиться и вглядеться в окружающий мир» — «Умёт» (Производство Дмитрия Тихомирова, реж. Дмитрий Тихомиров)[23].

### XXV Открытый фестиваль документального кино «Россия», 2014
В конкурсной программе участвовало 32 фильма.
Жюри: Кирилл Разлогов, председатель (Москва), Рейо Никкиля (Хельсинки), Вадим Цаликов (Москва), Гульмира Керимова (Бишкек), Виктор Лисакович (Москва).
Победители (главные номинации):
- Главный приз — «Великие реки Сибири. Бирюса» (кинокомпания «Снега», реж. Павел Фаттахутдинов, Светлана Боброва)
- Приз за лучший полнометражный фильм — «Коктебельские камешки» («Точка зрения», реж. Андрей Осипов)
- Приз за лучший короткометражный фильм — «Тринадцатый» («Кыргызтелефильм», реж. Тынай Ибрагимов)
- Приз за операторское мастерство — Никита Бабенко («Танцор», «Студия „CINETECH“», реж. Саломея Бауэр)
- Лучший дебют — Ли Шань Шань («Вьетнамские жёны для китайских мужей», ВГИК)
- Лучший дебют — Анастасия Мирошниченко («Перекрёсток», Производство Анастасии Мирошниченко)
- Специальный приз жюри «За гуманизм рассказа о трагических судьбах репрессированных отечественных военачальников и членов их семей» — «Дом военных. Ускользая из стальных объятий» (студия «Фест-фильм», реж. Игорь Григорьев)[26].

### XXVI Открытый фестиваль документального кино «Россия», 2015
В конкурсной программе участвовало 39 фильмов.
Жюри: Клим Лаврентьев, председатель (Москва), Римма Моисеева (Красногорск), Ираклий Квирикадзе (Москва), Алексей Петренко (Москва), Александр Лысяков (Екатеринбург).
Победители (главные номинации):
- Главный приз — «Всё проходит…» (киностудия «Берег», реж. Татьяна Скабард)
- Приз за лучший полнометражный фильм — «Цурцула» (Санкт-Петербургская студия документальных фильмов, реж. Алексей Николаев)
- Приз за лучший короткометражный фильм — «Чужая» (Телерадиокомпания «Удмуртия», реж. Анатолий Добряков)
- Приз за операторское мастерство — Ян Ясинский, Александр Костенко, Юрий Ермолин, Дмитрий Миненков, Александр Филиппов, Василий Григолюнас («Дух в движении», студия «Остров», реж. София Гевейлер, Юлия Бывшева, София Кучер)
- Лучший дебют — Денис Прокошев («Ласточка», производство Дениса Прокошева)
- Специальный приз жюри «За трепетное прикосновение к современной и актуальной проблеме» — «Посторонние» (кинокомпания «Снега», реж. Павел Фаттахутдинов)
- Специальный приз жюри «За развитие патриотической темы» — «Танки. Уральский характер» (студия «Мультимедиацентр», реж. Сергей Савушкин)[29].

### XXVII Открытый фестиваль документального кино «Россия», 2016
В конкурсной программе участвовало 33 фильма.
Жюри: Сергей Урсуляк, председатель (Москва), Шандор Беркеши (Москва), Игорь Григорьев (Москва), Лариса Солоницына (Москва), Павел Фаттахутдинов (Екатеринбург).
Победители (главные номинации):
- Главный приз — «Форсаж. Возвращение» (студия «Встреча», реж. Наталия Гугуева)
- Приз за лучший полнометражный фильм — «Прогноз погоды»  (продюсерский центр «Кинофест», реж. Иван Твердовский)
- Приз за лучший короткометражный фильм — «Конкурс» (студия «Остров», реж. Евгений Ховаев)
- Приз за операторское мастерство — Кристина Серейкайте («Холодные уши», студия «Monoklis», реж. Линас Микута)
- Лучший дебют — «Переведи меня через майдан» (производство В. Филипчук, реж. Варвара Филипчук)
- Специальный приз жюри «За правдивое отражение жизни современной молодёжи» — Владимир Головнёв («Два детства», кинокомпания «Игра», реж. Владимир Головнёв)[32].

### XXVIII Открытый фестиваль документального кино «Россия», 2017
Торжественное открытие состоялось в мультиплексе «Салют». В конкурсной программе участвовал 31 фильм.
Жюри: Тенгиз Семёнов, председатель (Москва), Галина Леонтьева (Москва), Евгений Соломин (Новосибирск), Валерий Фомин (Москва), Евгений Цигель (Екатеринбург).
Победители (главные номинации):
- Главный приз — «Последний парад „Беззаветного“» (студия «Берег», реж. Татьяна Скабард)
- Приз за лучший полнометражный фильм — «Приходи свободным» (компания «Vesilind OU», реж. Ксения Охапкина)
- Приз за лучший короткометражный фильм — «Поморские жонки» (компания «АТК-Студио», реж. Анна Каторина)
- Приз за операторское мастерство — Виталий Афанасьев, Максим Дроздов, Ксения Охапкина («Приходи свободным», реж. Ксения Охапкина)
- Лучший дебют — «Последний вальс» (студия «Остров», Межрегиональный общественный благотворительный фонд содействия развитию кино и театра, реж. Юлия Бобкова
- Специальный приз жюри «За воплощение образа жизнеутверждающего героя» — «13 километров» («Казахфильм», реж. Владимир Тюлькин)[35][36].

### XXIX Открытый фестиваль документального кино «Россия», 2018
Проходил с 1 по 7 октября. В программу конкурса документальных фильмов вошли 39 фильмов. Конкурс телевизионных документальных фильмов представляли 27 фильмов.
Жюри конкурса документальных фильмов: Сергей Снежкин, председатель (Санкт-Петербург), Николай Коляда (Екатеринбург), Павел Печёнкин (Пермь), Кристина Серейкайте (Вильнюс), Владимир Фенченко (Москва).
Жюри конкурса телевизионных документальных фильмов: Одельша Агишев, председатель (Москва), Вахтанг Микеладзе (Москва), Наталья Кириллова (Екатеринбург).
Победители конкурса документальных фильмов (главные номинации):
- Главный приз — «Отец и сыновья из Кротово» («Кино-Сибирь», реж. Валерий Соломин, Евгений Соломин)
- Приз за лучший полнометражный фильм — «Быть в игре» (студия «Остров», реж. София Гевейлер)
- Приз за лучший короткометражный фильм — «Донецкая Вратарница» (ТРК «Звезда» и Натальи Батраевой, реж. Наталья Батраева)
- Приз за операторское мастерство — Илья Зверев («Территория успеха», реж. Дмитрий Вологдин, Илья Зверев, Открытая студия «Лендок»)
- Лучший дебют — «Территория успеха» (Открытая студия «Лендок», реж. Дмитрий Вологдин, Илья Зверев)
- Специальный приз жюри «За любовь и сострадание к человеку» — «Ганнибал» («SPIK DV», реж. Иван Кривогорницын).

Победители конкурса конкурса телевизионных документальных фильмов (главные номинации):
- Лучший телевизионный фильм — «Осанна» (кинокомпания Алексея Барыкина, реж. Алексей Барыкин)
- Специальный приз жюри «За лучший сценарий, в котором ранее малоизвестный исторический материал нашёл лучшую драматическую форму» — «Не дождётесь» (компания «ПМГ», реж. Василий Чигинский)
- Специальный приз жюри «За красоту жизни, воплощённую на экране в художественной и документальной формах» — «Довженко. Жизнь в цвету» (Творческое объединение «Мир искусства», реж. Екатерина Тютина)[39].

### XXX Открытый фестиваль документального кино «Россия», 2019
Две конкурсные программы фестиваля включали 45 фильмов: конкурс документального кино состоял из 27 картин, конкурс телевизионных документальных фильмов представляли 18 фильмов.
Жюри конкурса документальных фильмов: Юрий Поляков, председатель (Москва), Тынай Ибрагимов (Бишкек), Дали Окропиридзе (Тбилиси), Алексей Погребной (Киров), Сергей Прокопьев (Москва).
Жюри конкурса телевизионных документальных фильмов: Галина Прожико, председатель (Москва), Платон Беседин (Севастополь), Ирина Васильева (Москва), Александр Кондрашов (Москва), Алексей Фаюстов (Екатеринбург).
Победители конкурса документальных фильмов (главные номинации):
- Главный приз — «Кино эпохи перемен» («Компания 29 февраля», реж. Алексей Федорченко)
- Приз за лучший полнометражный фильм — «Комбриг» («Краснодарская киностудия им. Н. Минервина», реж. Валерий Тимощенко)
- Приз за лучший короткометражный фильм — «Полёт чемпиона» (студия «КиноАртель», реж. Сергей Головецкий)
- Приз за операторское мастерство — Владимир Самородов («Не уходи отсюда», реж. Владимир Самородов, Марина Труш, студия «МТ Кино»)
- Лучший дебют — «Необратимая химия» (ВГИК, реж. Джульетта Мартиросян)
- Специальный приз жюри «За художественное исследование человека во времени» — «Обстоятельства места и времени» (производство Дмитрия Кабакова, реж. Дмитрий Кабаков).

Победители конкурса конкурса телевизионных документальных фильмов (главные номинации):
- Лучший телевизионный фильм — «Fermata» (студия «КОД-фильм+», реж. Олеся Фокина)
- Специальный приз жюри «За осмысление эпохи сквозь образ поэта» — «Юра-музыкант» (производство Павла Селина, реж. Павел Селин)
- Специальный приз жюри «За художественное воплощение живой этики народа» — «Теленгиты. Кочевники 21 века» (ТВ студия «Август», реж. Алексей Борисов)[42].